# Noah Munck
Noah Munck (ur. 3 maja 1996 w Mission Viejo w stanie Kalifornia) – amerykański aktor młodego pokolenia.
Znany głównie z roli Gibby'ego Gibsona w produkowanym przez Nickelodeona serialu iCarly.
Noah jest również producentem muzycznym tworzącym pod pseudonimem NoxiK. Produkuje muzykę dubstep, trap i elektroniczną muzykę taneczną.

## Życie prywatne
Munck urodził się w Orange County w stanie Kalifornia. Ma trzech braci i jedną siostrę. Jeden z braci Ethan (zagrał pięcioletniego Gibby'ego w serialu iCarly w odcinku Przyspieszam randkę oraz Guppy'ego, brata Gibby'ego w odcinku Psycholka). Jego siostra ma na imię Taylor.

## Filmografia
Filmy
- 2014: Just Before I Go
- 2013: Nicky Spoko jako Nicholas Borelli II/Nicky Spoko
- 2013: Szwindel jako Darren
- 2013: Tom Sawyer & Huckleberry jako Finn Ben Rogers
- 2011: Zła kobieta jako Tristan
- 2011: iCarly: Przyjęcie z Victoria znaczy zwycięstwo jako Gibby Gibson
- 2009: Wszystko o  Stevenie jako Student
- 2009: The Karenskys jako Kevin Karensky-Kanitsky
- 2008: Cztery Gwiazdki jako Straszny dzieciak #1
- 2008: Sunday! Sunday! Sunday! jako Clete
- 2007: 1321 Clover jako Dzieciak

Seriale
- 2013: Gibby jako Gibby Gibson
- 2011: Brygada jako Sniff Monster
- 2010: Sposób użycia jako Mackenzie
- 2009: Fineasz i Ferb jako Xavier
- 2009: Ostry dyżur jako Logan
- 2008: Czarodzieje z Waverly Place jako Timmy O'Hallahan
- 2007–2012: iCarly jako Gibby Gibson
- 2007: American Body Shop jako Mały Johnny
- 2007: All of Us jako Gracz #1

## Nominacje i nagrody
- 2009 Young Artist Awards - Wybitni młodzi wykonawcy w serialu TV - iCarly - NOMINACJA
- 2010 Young Artist Awards - Wybitni młodzi wykonawcy w serialu TV - iCarly - NOMINACJA

* 2010 2010 Australian Kids' Choice Awards - LOL Award - iCarly - WYGRANA
- 2011 Kids' Choice Awards - Favorite TV Sidekick - iCarly - NOMINACJA
- 2012 Kids' Choice Awards - Favorite TV Show - iCarly - NOMINACJA